# Colwyn Trevarthen
Colwyn Trevarthen (1931) é um psicólogo conhecido por suas pesquisas sobre a ontogênese da intersubjetividade. É professor emérito de psicologia do desenvolvimento e psicobiologia da Universidade de Edimburgo.